# اواوسی‌ال
اواوسی‌ال (انگلیسی: OOCL) شرکت کشتیرانی هنگ کنگی است، که در سال ۱۹۶۹ تأسیس شد.